# Homo rudolfensis
Homo rudolfensis е изчезнал вид от род човек, живял преди около 1,9 милиона години. Единственият фосил, класифициран към вида, е черепът KNM ER 1470, открит през 1972 г. на източния бряг на езерото Туркана в Кения.
Първоначално черепът е класифициран като Homo habilis и възрастта му е определена на 3 милиона години, което предизвиква редица спорове. При такава възраст той би бил по-стар от известните австралопитеци, от които се предполага, че произлиза Homo habilis. По-късно датировката е коригирана. Поради значителните различия с останалите останки от Homo habilis, през 1986 г. черепът е класифициран в самостоятелен вид, съществувал едновременно с Homo habilis.
Поради оскъдните данни за вида общият му вид е предмет на хипотези. Предполага се, че Homo rudolfensis е приличал повече на маймуна, отколкото на по-късните хора, въпреки големия си мозък и ходенето на два крака.